# اس‌اس آنتنور (۱۸۷۲)
اس‌اس آنتنور (۱۸۷۲) (به انگلیسی: SS Antenor (1872)) یک کشتی بود که طول آن ۳۲۲ فوت (۹۸ متر) بود. این کشتی در سال ۱۸۷۲ ساخته شد.